# Чо-Ойю
Чо-Ойю (кит.: 卓奧有山) — гора у Гімалаях, 20 кілометрів на захід від Джомолунгми, на кордоні Китаю і Непалу; шоста за висотою вершина світу. Входить до складу масиву Евересту. Назва гори тибетською мовою означає «бірюзова богиня». Гора вперше була скорена з північного заходу австрійською експедицією 19 жовтня 1954 у складі Йозефа Йехлера, Херберта Тіхи і шерпа Пасанг Дава Лами. Таким чином, Чо-Ойю стала п'ятою підкореною вершиною з висотою понад 8000 м.
За декілька кілометрів на захід від Чо-Ойю пролягає перевал Нангпа Ла заввишки 5806 м, покритий льодом. Через цей перевал проходить основний торговий шлях, прокладений шерпами з Непалу до Тибету. Через це альпіністи вважають Чо-Ойю найпростішою з восьмитисячників.

## Історія сходжень
- 1952 — Перша дослідницька експедиція Едмунда Гілларі.
- 1954 — Перше сходження, здійснене членами австрійської експедиції Хербертом Тихи, Йозефом Єхлером і Пасанг Дава Ламою 19 жовтня 1954 з північного заходу.
- 1958 — Сходження індійської експедиції, шерпа Пасанг Дава Лама підійнявся на пік повторно. Перша загибель альпініста на горі.
- 1959 — Чотири альпіністки загинули в лавині під час невдалої міжнародної жіночої експедиції.
- 1964 — Дві людини з німецької експедиції загинули від виснаження в на висоті 7600 метрів, доказів підйому представлено не було.
- 1978 — Еді Коблмюллер і Алоіз Фуртнер з Австрії зробили сходження по важкій південно-східній стіні.
- 1983 — Райнхольд Месснер з четвертої спроби підкорив Чо-Ойю разом з Хансом Каммерлендером і Міхелем Дахером.
- 1984 — Перше успішне жіноче сходження чехословацької команди — Діна Штербова і Вера Комаркова.
- 1985 — 12 лютого перше зимове сходження поляків Мацея Бербеки і Мацея Павліковського. Через три дні на пік зійшли і два інші члени експедиції — Анджей Хайнріх і Єжи Кукучка.
- 1994 — Перше соло сходження — японець Ясуші Яманой по південно-західній стіні.
- 1996 — Соло сходження казахстанця Анатолія Букрєєва з півночі без застосування кисню.
- 2001 — Музикант Гейр Йенссен (Geir Jenssen) здійснив сходження без застосування кисню. Записані під час сходження звуки лягли в основу альбому Cho Oyu 8201m – Field Recordings from Tibet
- 2009 — Першопроходження Дениса Урубко і Бориса Дедешко (ЦСКА Казахстана) по південно-східній стіні в альпійському стилі. Сходження відзначено нагородою Золотий льодоруб 2010 року.
- 2014 — 16-річний американець Меттью Моніц (Matthew Moniz) став наймолодшим у світі альпіністом, що зійшов на вершину Чо-Ойю. 16-річний американець Метт Моніц став наймолодшим у світі альпіністом на вершині Чо-Ойю[1]
- 2019 — 16-річна австралійка Габріель Джейн Канізай (Gabrielle Jane Kanizay) стала наймолодшою у світі альпіністкою, яка піднялася на вершину Чо-Ойю[2]